# 에어프랑스 358편 활주로 이탈 사고
에어프랑스 358편 오버런사고는 2005년 8월 2일 캐나다의 토론토 피어슨 국제공항에서 일어난 항공기 사고이다.

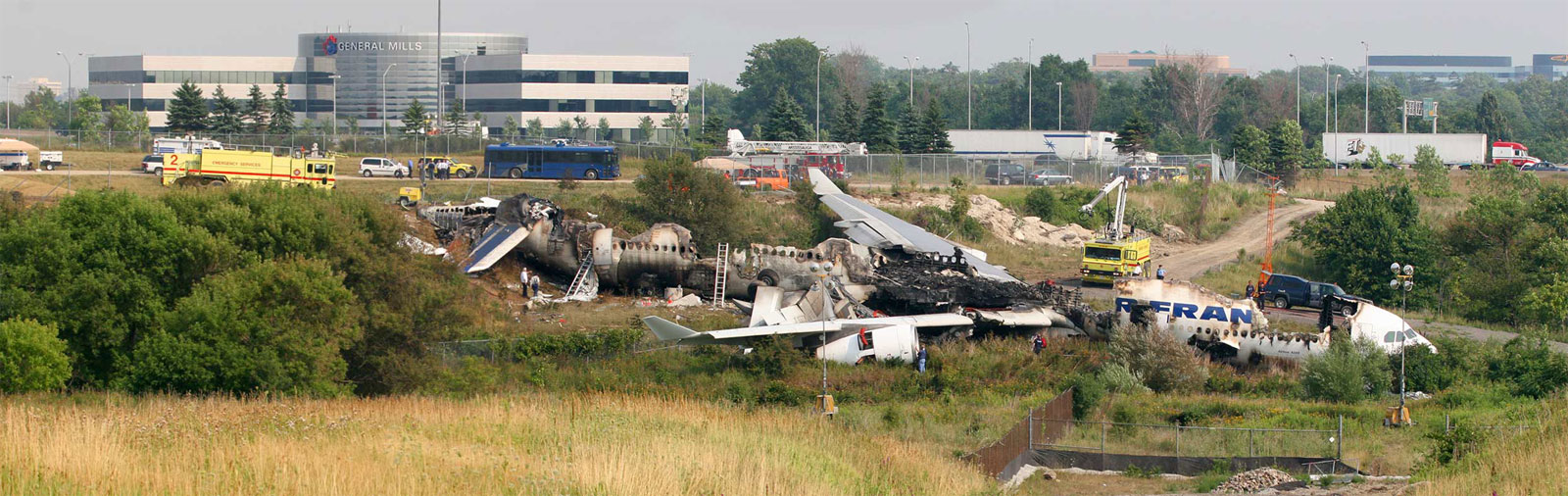
추락 후의 모습

## 개요
프랑스의 파리 샤를 드골 국제공항을 출발한 에어프랑스의 장거리용 여객기인 에어버스 A340-300 항공기가 토론토 피어슨 국제공항에 착륙하다가 활주로를 오버런하고 고속도로 부근에 추락하여 기체는 전소되었지만 탑승객 309명은 모두 탈출하여 무사히 생존하였다.

## 사고기 기체 정보
- 사고 기종: Airbus A340-313X(CFM56-5C Turbofan Engine)
- 기체 번호: F-GLZQ
- 도입 시기: 1999년

## 같이 보기
- 아시아나항공 214편 착륙 사고 - 유사한 사고